# Johan I van Oost-Friesland
Johan I van Oost-Friesland (1506-1572) was een niet-regerende graaf van Oost-Friesland. Hij behoorde tot het huis Cirksena.

## Levensloop
Johan was de tweede zoon van graaf Edzard I van Oost-Friesland uit diens huwelijk met Elisabeth van Rietberg-Arnsberg. Aangezien zijn vader het eerstgeboorterecht invoerde, was het enkel zijn oudere broer Enno II die in 1528 graaf van Oost-Friesland werd en moest Johan zich op de achtergrond houden. Johan I aanvaardde dit en betwistte de heerschappij van zijn broer niet, hoewel hij grote ambities had.
In tegenstelling tot zijn vader en broer bleef Johan na de Reformatie katholiek. Zo kon hij na de dood van zijn vader in dienst van keizer Karel V treden. Hij keerde echter snel terug naar Oost-Friesland en steunde zijn broer Enno bij diens acties. Hij had echter weinig positieve impact op Enno, die onverstandig regeerde. Johan slaagde er niet in zichzelf te onderscheiden en ondernam ook onverstandige en onberaden acties, bijvoorbeeld diegenen die leidden tot de Gelderse Vete. Ook zou hij zijn broer Enno aangemoedigd hebben om het katholicisme in Oost-Friesland te herintroduceren. Dit bleef echter zonder gevolg, aangezien Enno in 1540 overleed. Diens zoon Edzard II werd de nieuwe graaf van Oost-Friesland, onder het regentschap van zijn moeder Anna van Oldenburg, met wie Johan een eindeloze serie conflicten voerde.
In 1538 huwde Johan met Dorothea van Oostenrijk, een buitenechtelijke dochter van keizer Maximiliaan I van het Heilige Roomse Rijk. Ze kregen een zoon Maximiliaan.
In 1543 werd Johan door keizer Karel V benoemd tot stadhouder van het hertogdom Limburg en de Landen van Overmaas (Valkenburg, ’s-Hertogenrade en Dalheim). Bovendien werd hij drossaard van het Land van Valkenburg. Hijzelf en zijn nakomelingen leefden vanaf dan drie generaties lang in het kasteel van Coldeborg in Reiderland en werden financieel ondersteund door de graven van Oost-Friesland. Ook was Johan ridder in de Orde van het Gulden Vlies
1. ↑  H.J.H. Schurgers - J.G.M. Notten - L.G.W.N. Pluymaekers, De geschiedenis van Valkenburg-Houthem, p. 135, uitgeverij "Het land van Valkenburg". 1979, ISBN 90-6190-017-4.